# Televisión Universidad de Concepción
Televisión Universidad de Concepción, ou também chamada TVU é uma rede emissora televisiva chilena foi fundada e iniciou as suas transmissões em 1997, sediada na cidade de Concepción, Região de Bío-Bío. O proprietário é o holding chileno Octava Comunicaciones S.A. da Universidade de Concepción. A cobertura da sinal do canal abrange as regiões do Biobío, Araucanía, Los Ríos, Los Lagos e Santiago.

## Slogans
- 1997 - 2001: Junto a usted cada día
- 2001 - 2003: La nueva imagen del sur
- 2004: ¡Ese es mi canal!
- 2005 - 2007: Te sorprende

## Logos

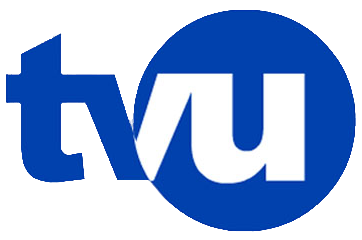
2002-2016
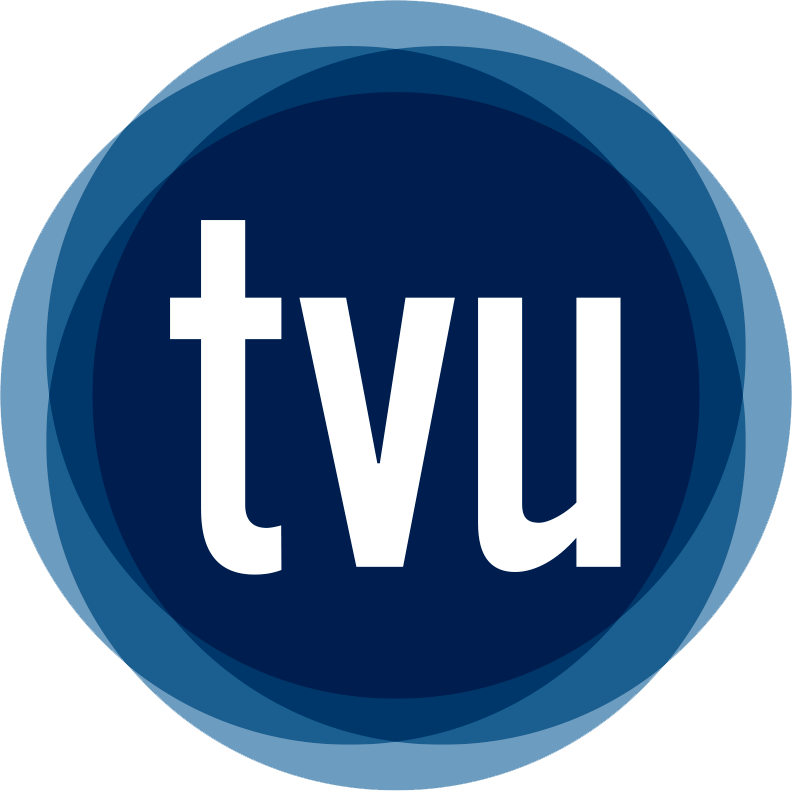
2016-2021
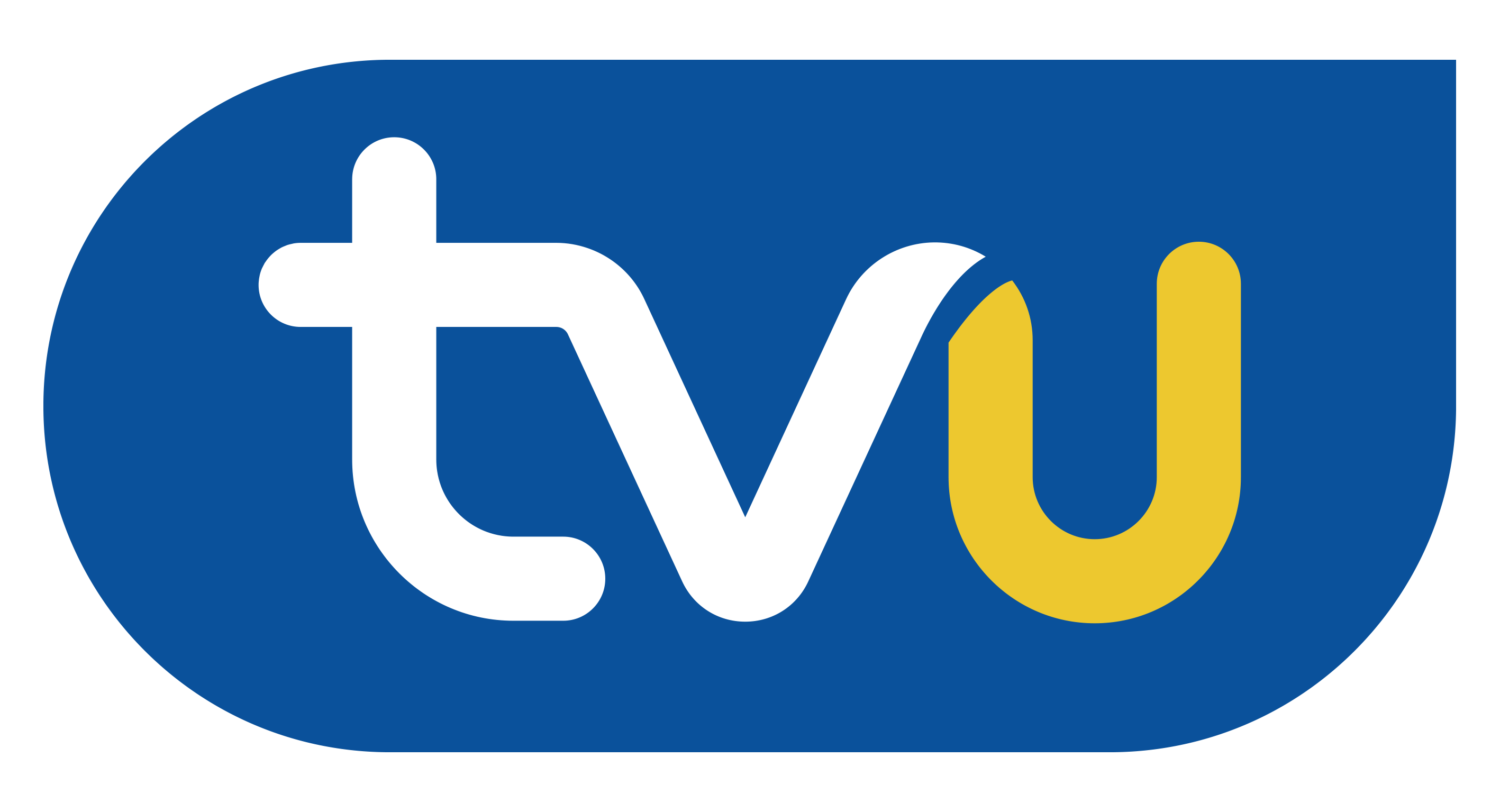
2021-